# 新潟市立鳥屋野小学校
新潟市立鳥屋野小学校（にいがたしりつ とやのしょうがっこう）は、新潟県新潟市中央区美咲町にある公立小学校。

## 概要
信濃川沿いにあり、平成大橋、新潟バイパス、新幹線がすぐ横に通っている。学校は100年以上もの歴史がある伝統校である。上所尋常小学校の分教所として置かれ、その後単独校となった。昭和時代には児童数が多くなり過密状態となったため、周辺2校とともに、上山小学校を分離新設した。近年は、周辺の宅地化が進み、上山小学校と共に、児童数が再び増加しており、大規模化が学校の問題となっている。
- 学校教育目標
  - かしこく　やさしく　たくましく
- 重点目標
  - 自ら学び、他を思いやる子ども

## 学校の沿革
- 1907年（明治40年）11月12日 - 鳥屋野尋常小学校として創立(単学級)。
- 1941年（昭和16年）4月1日 - 国民学校令施行に伴い鳥屋野村立鳥屋野国民学校と改称。
- 1943年（昭和18年）4月1日 - 新潟市への編入に伴い新潟市立鳥屋野国民学校と改称。
- 1947年（昭和22年）4月1日 - 新潟市立鳥屋野小学校と改名。
- 1967年（昭和42年）11月12日 - 学校創立60周年記念式典を挙行。
- 1977年（昭和52年）4月1日 - 上所小学校、女池小学校の2校とともに、上山小学校を分離新設。
- 1987年（昭和62年）10月31日 - 学校創立80周年記念式典を挙行。
- 1997年（平成9年）11月6日 - 学校創立90周年記念式典を挙行。
- 2007年（平成19年）11月10日 - 学校創立100周年記念式典を挙行。
- 2009年（平成21年）4月1日 - 新校舎移転。
- 2017年（平成29年）11月18日 - 学校創立110周年記念式典を挙行。
- 2019年（平成31年）3月29日 - プレハブ校舎増築。[1]
- 2024年（令和6年）プレハブ校舎解体　新校舎増築

## 年間行事
•4月入学式
•5月運動会　ビックスワンで行う。2021年（令和3年）は新潟市陸上競技場。
•6月プール開き
•7月夏休み
•8月夏休み
•9月自然教室（5年生）県内の少年自然の家に行く。
•10月修学旅行（6年生）会津若松または佐渡島に行く。
•12月とやのっ子フェスティバル　冬休み
•1月冬休み
•3月卒業式
また、この他にも以下のような行事がある
•ドレミファ集会…音楽発表会が6月、9月、11月ごろに行われる。
•6年生ありがとう集会...卒業する6年生に向けて感謝をしたりする会。2月や3月ごろに行われる。また、学校内では6あり会とも呼ばれる
•読書週間...本を読む週。10月ごろに行われる
•元気アップ週間...目標を決め専用の紙に書き自分が目標を達成できたか確かめる週。不定期
•仲良しタイム...清掃などの班で集まって下学年に本の読み聞かせをしたり、遊んだりする時間。不定期。

## 児童数
全校児童数は1055名（1年生200名、2年生157名、3年生166名、4年生194名、5年生167名、6年生171名、2021年（令和3年）度）。前年比＋55人
市内、及び県内で唯一全校児童数が1000名を超えている。新潟市の推計では、今後さらに増加する見込みとなっている。

## 進学先中学校
- 新潟市立上山中学校[2]